# Henryk Langierowicz
Henryk Langierowicz (ur. 3 stycznia 1932 w Łodzi, zm. 13 stycznia 2013 tamże) – polski trener koszykówki (zespołów żeńskich), zdobywca mistrzostwa Polski z ŁKS Łódź (1986) i Włókniarzem Pabianice (1989–1992), uważany za twórcę koszykówki w Pabianicach.
W młodości grał w koszykówkę w zespołach Ogniwo Łódź (1949–1952), Budowlani Łódź (1952–1954), CWKS Wrocław (1955–1956 i występy w II lidze) i Kutnowianka (1956–1959). W tym ostatnim klubie od 1957 był również grającym trenerem. W 1960 ukończył studia na Akademii Wychowania Fizycznego w Warszawie. Równocześnie pracował w Wojewódzkim Komitecie Kultury Fizycznej i Sportu w Łodzi, był także sędzią koszykarskim.
W 1966 stworzył sekcję koszykarską w MKS Pabianice, która w 1969 weszła do struktur Włókniarza Pabianice. Początkowo zajmował się grupami młodzieżowymi. Od 1972 prowadził zespół seniorek, z którym awansował w 1973 awansował na jeden sezon do ekstraklasy, a ponownie ze swoją drużynę wprowadził do tej klasy rozgrywek w 1977. W latach 70. zdobył także mistrzostwo Polski z zespołem młodziczek (1972), kadetek (1974) i juniorek (1976). W 1983 zdobył z pabianicką drużyną brązowy medal mistrzostw Polski. W latach 1984–1986 był trenerem ŁKS Łódź, zdobywając brązowy medal mistrzostw Polski w 1985 i mistrzostwo Polski w 1987. Po dwóch sezonach powrócił do Włókniarza i zdobył kolejno w 1988 wicemistrzostwo Polski, w latach 1989–1992 cztery tytuły mistrzowskie i w 1993 tytuł wicemistrzowski. W sezonach 1993/1994 i 1994/1995 pracował w jako trener-koordynator w powstałym po przekształceniu sekcji koszykarskiej Włókniarza zespole MTK Pabianice, który zdobył wicemistrzostwo Polski w 1994. Następnie przeszedł na emeryturę, był także komentatorem koszykówki w prasie.
W latach 1977, 1989 i 1991 został wybrany trenerem roku w Łodzi, uznano go także najlepszym trenerem 50-lecia w Pabianicach. W 2000 został Honorowym Obywatelem Pabianic. W 2000 został odznaczony Krzyżem Oficerskim Orderu Odrodzenia Polski (M.P. z 2001, nr 3, poz. 70), posiadał też Brązowy, Srebrny i Złoty Krzyż Zasługi oraz Krzyż Kawalerski Orderu Odrodzenia Polski.